# The Chinese Room
The Chinese Room, précédemment connu sous le nom Thechineseroom, est un studio britannique de développement de jeux vidéo connu notamment pour ses jeux d'exploration à forte composante narrative comme Dear Esther (2012), Amnesia: A Machine for Pigs (2013) et Everybody's Gone to the Rapture (2015). 
Fondé par Dan Pinchbeck et Jessica Curry, le studio est racheté en 2018 par le groupe Sumo Digital, mais redevient indépendant en juillet 2025.

## Histoire

### Développement de mods (2007-2009)
Les trois premiers projets de The Chinese Room étaient deux mods pour Half-Life 2, nommés Antlion Soccer et Dear Esther, et un mod de Doom 3 intitulé Conscientious Objector. Le projet de modding a été soutenu par l'Arts and Humanities Research Council (en). Parmi ceux-ci, Dear Esther a rencontré un large public. En 2009, The Chinese Room a développé Korsakovia (en), un mod basé sur la survie.

### Conception de jeux (2009-2017)
Après Korsakovia, The Chinese Room a travaillé avec Robert Briscoe pour développer un remake de Dear Esther, cette fois comme un jeu vidéo à part entière, distribué par Valve Corporation via son service de distribution, Steam. Cette version standalone a reçu le prix de l'Excellence en Arts visuels à l'Independent Games Festival, après avoir été également été nommé pour le Grand prix Seumas-McNally, le prix Nuovo, et celui de l'Excellence en Son. Cette version présentait des graphismes améliorés, mais était basée sur le même moteur que les mods précédents, le Source Engine. Le jeu est sorti le 14 février 2012 et a rentabilisé son coût de développement de 55 000 $ en moins de six heures, avec 16 000 exemplaires du jeu vendus. Une semaine après le lancement, le jeu a atteint 50 000 exemplaires vendus. 
En février 2012, The Chinese Room a annoncé le lancement du développement d’Amnesia: A Machine for Pigs, un survival horror et suite indirecte de Amnesia: The Dark Descent. Ce jeu a été édité par les créateurs du jeu original Frictional Games. Il est sorti le 10 septembre 2013. 
Le 11 juin 2013, le studio, jusqu'alors nommé « Thechineseroom », change de nom pour « The Chinese Room » et adopte un nouveau logo .
The Chinese Room a commencé à travailler sur son titre suivant, Everybody's Gone to the Rapture, en parallèle du développement d'Amnesia: A Machine for Pigs. Initialement imaginé pour PC, l’équipe craignait de ne pas pouvoir lever assez de fonds via un financement participatif pour mener à bien le projet,. Ils ont donc conclu un partenariat avec Sony Interactive Entertainment pour que Santa Monica Studio aide à produire le jeu. Il a été annoncé à la Gamescom 2013 lors de la conférence de Sony en tant qu'exclusivité PlayStation 4. Le titre a été publié le 11 août 2015 sur PlayStation 4,, et est finalement sorti le 14 avril 2016 sur PC.

### Difficultés et rachat (2017-2025)
En juin 2017, Dan Pinchbeck, cofondateur et directeur créatif du studio, rencontre des problèmes de santé. De plus, l'entreprise subit le stress de la fin du développement de So Let Us Melt, sorti finalement sur Google Daydream en septembre 2017, et des pressions financières résultant des difficiles négociations entre le studio et Sony pour sécuriser le projet Everybody's Gone to the Rapture. À la fin du mois de juillet 2017, Dan Pinchbeck et Jessica Curry décident de licencier toute leur équipe, composée de 8 personnes, et d'abandonner leurs bureaux à Brighton afin de prendre du repos. Les 8 employés congédiés rebondissent principalement chez Studio Gobo, qui travaille pour Microsoft, et chez Media Molecule, en train de développer Dreams. Par ailleurs, durant cette fermeture, les jeux de The Chinese Room restent en vente,,. 
Quelques mois plus tard, et accompagné par Andrew Crawshaw, le couple de développeurs reprend le développement des deux titres dont la création avait débuté ; un RPG d'horreur nommé The 13th Interior et un autre jeu baptisé Little Orpheus,. 
Le 14 août 2018, Sumo Group, la société mère de Sumo Digital, acquiert The Chinese Room au prix de 2,2 millions £, ce qui en fait le quatrième studio basé au Royaume-Uni rattaché à Sumo Digital. Le cofondateur Pinchbeck assume le rôle de directeur de la création pour Sumo, tandis que Curry continue en tant que compositrice indépendante pour le studio. Pinchbeck décrit cette acquisition comme « la fin d'un chapitre » pour le studio, qui travaille sur un prochain projet.
En 2021, The Chinese Room récupère le travail de Hardsuit Labs sur Vampire: The Masquerade - Bloodlines 2 et poursuit le développement du jeu. Ce changement de studio est officialisé par l'éditeur Paradox Interactive en septembre 2023.
En 2023, le studio annonce travailler sur Still Wakes the Deep, un jeu d'horreur ayant cours sur une plateforme pétrolière. Le titre sort le 18 juin 2024.
Le 17 juillet 2023, le directeur créatif et cofondateur de The Chinese Room, Dan Pinchbeck, quitte l'entreprise,.

### Nouvelle ère indépendante (2025- )
En février 2025, le Sumo Group, auquel appartient The Chinese Room, réoriente son activité en mettant fin au développement de franchises originales et en se reconcentrant exclusivement sur les travaux de commande, soit les services de développement qu'il propose à ses clients. Cette décision entraîne une restructuration du groupe et des licenciements,.
En juin 2025, d'après le journaliste Samuel Roberts, le studio licencie une dizaine d'employés. Cette décision fait suite à la sortie du DLC Siren's Rest pour Still Wakes the Deep,.
En juillet 2025, les dirigeants de The Chinese Room rachètent l'indépendance du studio à Sumo Digital. L'entreprise est alors dirigée par le vétéran Ed Daly et compte 55 employés. En plus de cette annonce, le studio déclare travailler sur deux nouvelles franchises originales, à côté de Vampire: The Masquerade - Bloodlines 2, prévu pour octobre 2025,.

## Jeux développés
| Années          | Titre                                  |
| --------------- | -------------------------------------- |
| 2008            | Conscientious Objector (mod)           |
| 2008            | Dear Esther (mod)                      |
| 2008            | Antlion Soccer (mod)                   |
| 2009            | Korsakovia (en) (mod)                  |
| 2012            | Dear Esther                            |
| 2013            | Amnesia: A Machine for Pigs            |
| 2015            | Everybody's Gone to the Rapture        |
| 2017            | Dear Esther: Landmark Edition          |
| 2017            | So Let Us Melt                         |
| 2020            | Little Orpheus (en)                    |
| 2024            | Still Wakes the Deep                   |
| Prévu pour 2025 | Vampire: The Masquerade - Bloodlines 2 |